# František Jež
František Jež född 16 december 1970 i Valašské Meziříčí i Zlín är en tjeckisk tidigare backhoppare som tävlade för Tjeckoslovakien och sedan Tjeckien. Han representerade Dukla Banská Bystrica och Dukla Liberec.

## Karriär
František Jež debuterade internationellt i tysk-österrikiska backhopparveckan (som ingår i världscupen) säsongen 1987/1988. Han blev nummer 25 i öppningstävlingen i Schattenbergschanze i Oberstdorf i Västtyskland 30 december 1987. 
Jež deltog i junior-VM i Saalfelden i Österrike 1988. Där vann han en bronsmedalj i lagtävlingen efter Österrike och Norge.
František Jež tog sin första seger i världscupen under avslutningstävlingen i backhopparveckan säsongen 1989/1990 i Bischofshofen 6 januari 1990. Han placerade sig bland de tio bästa i alla fyra deltävlingarna i backhopparveckan 1989/1990 och blev nummer två sammanlagt i turneringen bara slagen av Dieter Thoma från Västtyskland. Jens Weissflog från Östtyskland blev nummer tre. I världscupen samma säsong vann han fyra deltävlingar och blev nummer fem sammanlagt.
Jež startade i VM i skidflygning 1990 i Vikersund i Norge og blev nummer 26. I skidflygnings-VM 1992 på hemmaplan i Čerťák i Harrachov, blev Jež nummer 32. I sitt sista skidflygnings-VM, i Kulm i Bad Mitterndorf i Österrike 1996, blev han nummer 15.
František Jež deltog i Skid-VM 1991 i Val di Fiemme i Italien. Där blev han nummer 17 i normalbacken och nummer 28 i stora backen. I lagtävlingen blev Tjeckoslovakien, med Jež i laget, nummer 5. Under VM 1993 i Falun i Sverige blev Jež nummer 33 i normalbacken och nummer 25 i stora backen. I lagtävlingen vann Jež en silvermedalj tillsammans med tjeckerna Jiří Parma och Jaroslav Sakala och slovaken Martin Švagerko då Tjeckien ock Slovakien valde att ställa upp med ett gemensamt lag. Tjeckoslovakien delades 2 månader innan VM. I sitt sista VM, i Thunder Bay i Kanada 1995, tävlade Jež i stora backen och blev nummer 42.
Jež deltog i olympiska spelen 1992 i Albertville i Frankrike. Där blev han numm 23 i normalbacken och nummer 13 i stora backen. I lagtävlingen vann Tjeckoslovakien en bronsmedalj med Jež i laget. Under OS 1998 i Nagano i Japan blev František Jež nummer 24 i båda individuella tävlingarna. I lagtävlingen blev Tjeckien nummer 7.
František Jež avslutade sin aktiva backhoppningskarriär 1999.

## Senare karriär
Efter avslutad aktiv idrottskarriär har František Jež bland annat varit verksam som sportsmanager. Han har varit manager för bland andra segraren i backhopparveckan och världscupen, Jakub Janda.